# Parly
Parly är en kommun i departementet Yonne i regionen Bourgogne-Franche-Comté i norra Frankrike. Kommunen ligger i kantonen Toucy som tillhör arrondissementet Auxerre. År 2022 hade Parly 827 invånare.

## Befolkningsutveckling
Antalet invånare i kommunen Parly
| Referens: INSEE |